# ۱۸۸ (پیش از میلاد)
۱۸۸ (پیش از میلاد) ۱۸۸مین سال قبل از تقویم میلادی است.